# Izolacja podwójna
Izolacja podwójna – środek ochrony przeciwporażeniowej w formie izolacji zastosowanej do części czynnych, która zapewnia stopień ochrony przed porażeniem prądem elektrycznym. Stosowana jest w urządzeniach II klasy ochronności. Izolacja podwójna składa się z izolacji podstawowej i izolacji dodatkowej przedzielonej przegrodą metalową. Przegroda umożliwia zbadanie każdej z izolacji, a w przypadku uszkodzenia, zmniejsza ryzyko uszkodzenia kolejnej warstwy izolacji. Alternatywą dla izolacji podwójnej jest izolacja wzmocniona.